# Arts scientifiques
 (novembre 2007).
Améliorez-le ou discutez des points à vérifier. 
 (août 2011).
Si vous disposez d'ouvrages ou d'articles de référence ou si vous connaissez des sites web de qualité traitant du thème abordé ici, merci de compléter l'article en donnant les références utiles à sa vérifiabilité et en les liant à la section « Notes et références ».
La dénomination d’arts scientifiques a été proposée par Hervé Fischer (La Société sur le divan, 2007 et Observatoire international du numérique, 2007), qui a souligné qu'il était temps de parler des arts scientifiques, comme on a parlé de l'art expressionniste, abstrait, conceptuel ou sociologique. Il s'agit de la tendance la plus actuelle en ce tournant du millénaire. La nouvelle métaphore mythique qui se dessine en art est celle de la science : l'astrophysique, les biotechnologies, les manipulations génétiques, l'intelligence artificielle, la robotique, qui inspirent de plus en plus d'artistes. Et de fait, la science semble devenir l'aventure la plus créatrice – et la plus risquée – de l'humanité.

## Les mythes de l'art et de la science

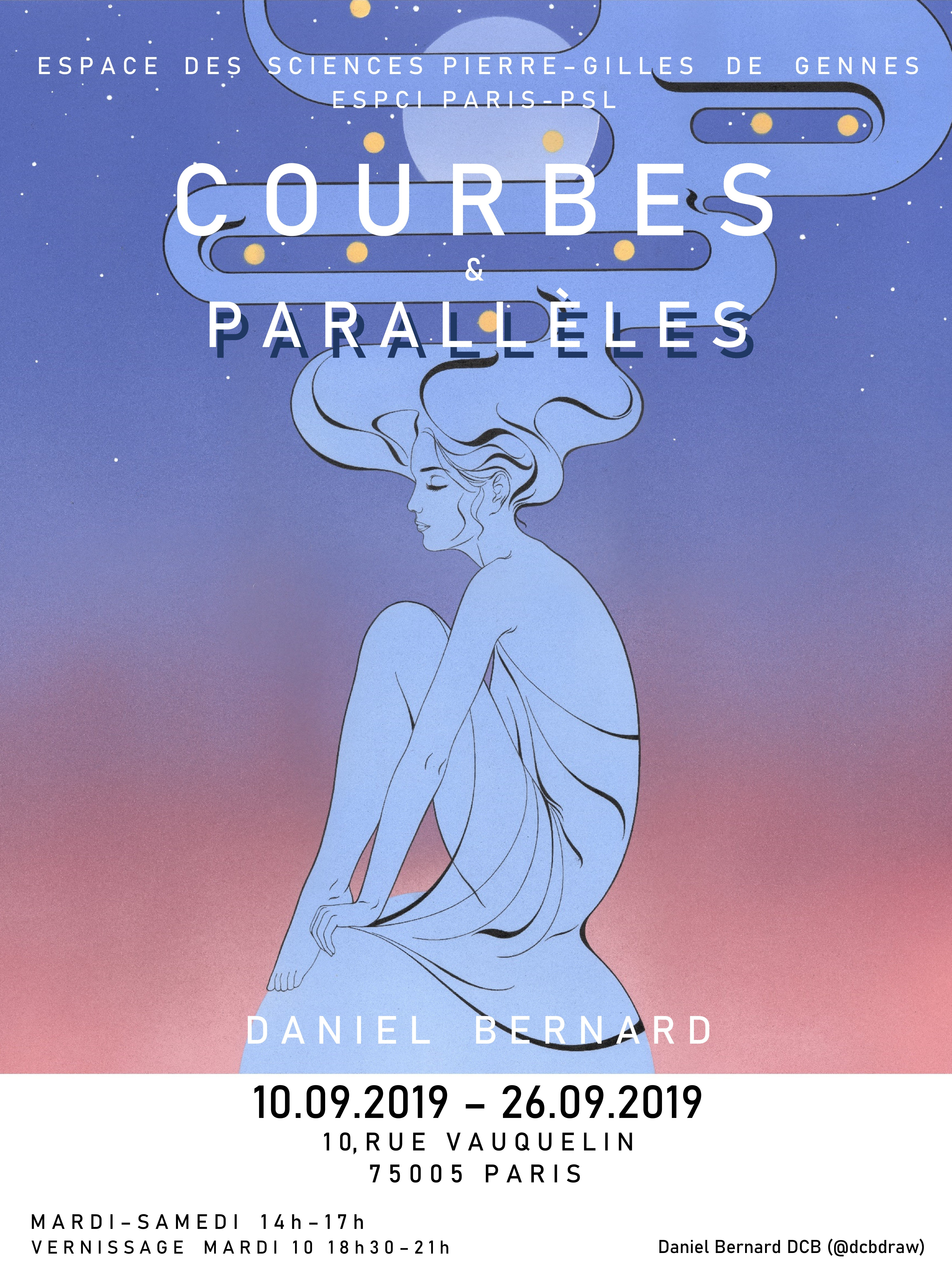
Exposition à l'Espace des sciences Pierre-Gilles de Gennes de Daniel Bernard (DCB)

Les mythes de l'art et de la science se sont diversement mêlés ou opposés. Dans le passé, art et science n'étaient pas traditionnellement séparés. Encore au Quattrocento, Léonard de Vinci se présente et est reconnu comme un homme de science, de technologie et d'art. Il aimait à rappeler qu'il était aussi peintre. Art et science s'adonnent alors au réalisme. Le rationalisme inventé lors de la Renaissance européenne s'est cependant appliqué à mettre en œuvre un dispositif mental restrictif, réducteur et simplificateur "cartésien", qui impliquait le rejet de la sensibilité, de l'imagination, de la subjectivité, fort éloigné de ce qui caractérise l'art aujourd'hui.
Dans un premier temps, l'art classique a adopté beaucoup de ces mêmes restrictions, au nom de l'équation entre le beau, le vrai et le bien, favorisant des conventions picturales, musicales ou prosodiques qui impliquaient le contrôle de la raison sur l'imagination et de l'esprit sur le corps. Goethe fut cependant à la fois poète et naturaliste, et l'on pourrait citer beaucoup de créateurs, souvent parmi les plus grands, qui ne reconnaissaient pas cette opposition entre art, science et technologie. Au XIXe siècle, dans la mouvance du romantisme européen, des poètes comme Lautréamont, Rimbaud, un écrivain comme Lewis Carroll, un philosophe comme Nietzsche ont lancé la bataille contre le rationalisme et restauré les valeurs de l'imagination, de la nuit, de l'irrationalisme, du rêve, à tout le moins dans l'art.
C'est alors aussi que art et science se sont séparés et progressivement opposés. L'insurrection dadaïste, le surréalisme, l'art abstrait, etc. ont consommé l'opposition entre art et science. Puis, c'est la science elle-même qui a remis en cause le réalisme et le rationalisme classiques, notamment en astrophysique, en physique, en biologie et imposé le retour des valeurs de l'imagination scientifique pour relever les défis de la complexité, de l'incertitude, des logiques floues, des discontinuités, des lois du chaos, des systèmes de dissipation, de la pensée non linéaire, etc. Aujourd'hui, art et science se rejoignent donc à nouveau à plusieurs égards. En témoignent certaines expositions, comme celle de Daniel Bernard (DCB) à l'Espace des sciences Pierre-Gilles de Gennes en 2019. 

## Artistes-chercheurs
Bien qu'on oppose traditionnellement les méthodes de la science et de l'art, nous constatons que de plus en plus d'artistes s'intéressent aujourd'hui à la programmation informatique et à l'intelligence artificielle. Gaston Bachelard dans son livre sur Le nouvel esprit scientifique, avait ouvert la voie à la problématique de ce rapprochement dès 1963.
Nous parlons de plus en plus d'artistes-chercheurs à Hexagram, au CIAM, à la Fondation Daniel Langlois, à l'Observatoire Leonardo pour les arts, les technologies et les sciences. Inversement, nous observons que les artistes, comme Edouardo Kac ou Olga Kisseleva, et de grands scientifiques, tels les astrophysiciens Trinh Xuan Thuan ou Jean-Pierre Luminet, des physiciens comme Jean-Marc Lévy-Leblond, le prix Nobel belge de médecine Christian de Duve assument publiquement ce rapprochement, voire ont eux-mêmes des pratiques artistiques ou d'écriture poétique. Nous constatons aussi que la science fait de plus en plus systématiquement appel à la visualisation graphique pour constituer ses objets d'étude, voire recourt à des images d'artistes, notamment en astrophysique, en biotique ou en virologie. Ce nouveau mouvement artistique qui émerge n'entretient plus seulement un rapport culturel ou littéraire avec les sciences, surtout humaines, mais se tourne vers les disciplines de sciences, technologie, ingénierie et mathématiques (STIM) les plus novatrices et exploratrices de l'univers et de la vie.

## Des sciences humaines aux sciences, technologie, ingénierie et mathématiques
Les artistes du XXe siècle s'étaient intéressés à la psychanalyse dans l'art surréaliste, à la psychologie dans l'art abstrait et gestuel, et dans l'art-thérapie, voire le body-art, à la psychiatrie dans l'art des « fous », à la linguistique et à l'épistémologie dans l'art conceptuel, à la sociologie et aux sciences des communications dans l'art sociologique, à l'ethnologie dans des démarches postmodernes et l'étude des arts premiers. Ils se tournent aujourd'hui vers les sciences dites exactes, telles que l'astrophysique, la physique quantique, les mathématiques, le langage programmatif et les algorithmes, l'écologie, la recherche biologique et les manipulations génétiques, le contrôle numérique des libertés individuelles, la simulation, la modélisation virtuelle d'espaces, d'objets, la contamination virale, la téléprésence, les nanotechnologies, la neurologie et les sciences cognitives. Nous parlons désormais d'arts mathématiques, d'art par ordinateur, de bioart, d'arts de l'espace, d'art environnemental, d'art télématique, d'art socio-biologique, d'art du chaos, etc. La transversalité semble l'emporter aujourd'hui de plus en plus sur ces barrières ou silos culturels. Il faut d'ailleurs souligner qu'il y a autant d'exigences de rigueur en art qu'en science – si l'on parle des créateurs importants. Certes les méthodes et les attitudes sont différentes. Mais face à l'interrogation sur le monde, les artistes et les scientifiques sont égaux.